# Mykolaj (Kapustin)
Mykolaj (světským jménem: Maksym Volodymyrovyč Kapustin; * 6. září 1977, Sevastopol) je ukrajinský duchovní Ukrajinské pravoslavné církve Moskevského patriarchátu, arcibiskup a metropolita kremenčucký a lubenský.

## Život
Narodil se 6. září 1977 v Sevastopolu.
Po střední škole nastoupil na ekonomický institut v rodném městě.
Od roku 1996 byl poslušníkem Georgijevského monastýru.
Dne 20. listopadu 1997 byl přijat do Kryvorižského monastýru. Zde byl 10. května 1998 postřižen na rjasofora se jménem Mykolaj na počest svatého Mikuláše. Dne 9. července 1998 byl postřižen na monacha.
Dne 19. července 1998 byl rukopoložen na jerodiákona a 11. října na jeromonacha.
Roku 2003 byl povýšen na igumena a následující rok dokončil studium Kyjevského duchovního semináře.
Dne 26. července 2005 byl jmenován představeným Kryvorižského monastýru.
Dne 11. dubna 2007 byl povýšen na archimandritu.
Dne 25. května 2007 dokončil Kyjevskou duchovní akademii.
Dne 14. června 2011 jej Svatý synod Ukrajinské pravoslavné církve zvolil biskupem kremenčuckým a lubenským. Dne 17. června byl oficiálně jmenován biskupem a 19. června proběhla jeho biskupská chirotonie. Hlavním světitelem byl metropolita kyjevský a celé Ukrajiny Volodymyr (Sabodan).
Dne 3. září 2017 byl povýšen na arcibiskupa a 17. srpna 2020 na metropolitu.